# Советский сельсовет (Акбулакский район)
Советский сельсовет — сельское поселение в Акбулакском районе Оренбургской области Российской Федерации.
Административный центр — село Советское.

## История
Статус и границы сельского поселения установлены Законом Оренбургской области от 2 сентября 2004 года № 1424/211-III-ОЗ «О наделении муниципальных образований Оренбургской области статусом муниципального района, городского округа, городского поселения, установлении и изменении границ муниципальных образований».

## Население
| 2010 | 2012 | 2013 | 2014 | 2015 | 2016 | 2017 |
| ---- | ---- | ---- | ---- | ---- | ---- | ---- |
| 600  | ↘561 | ↘539 | ↘535 | ↘511 | ↘496 | ↗500 |
| 2018 | 2019 | 2020 | 2021 |      |      |      |
| ↘482 | ↘467 | ↘437 | ↘411 |      |      |      |

## Состав сельского поселения
| № | Населённый пункт | Тип населённого пункта       | Население |
| - | ---------------- | ---------------------------- | --------- |
| 1 | Кокчунак         | аул                          | 13        |
| 2 | Орловка          | посёлок                      | 17        |
| 3 | Саракамыш        | посёлок                      | 11        |
| 4 | Советское        | село, административный центр | 559       |